# Fruta seca

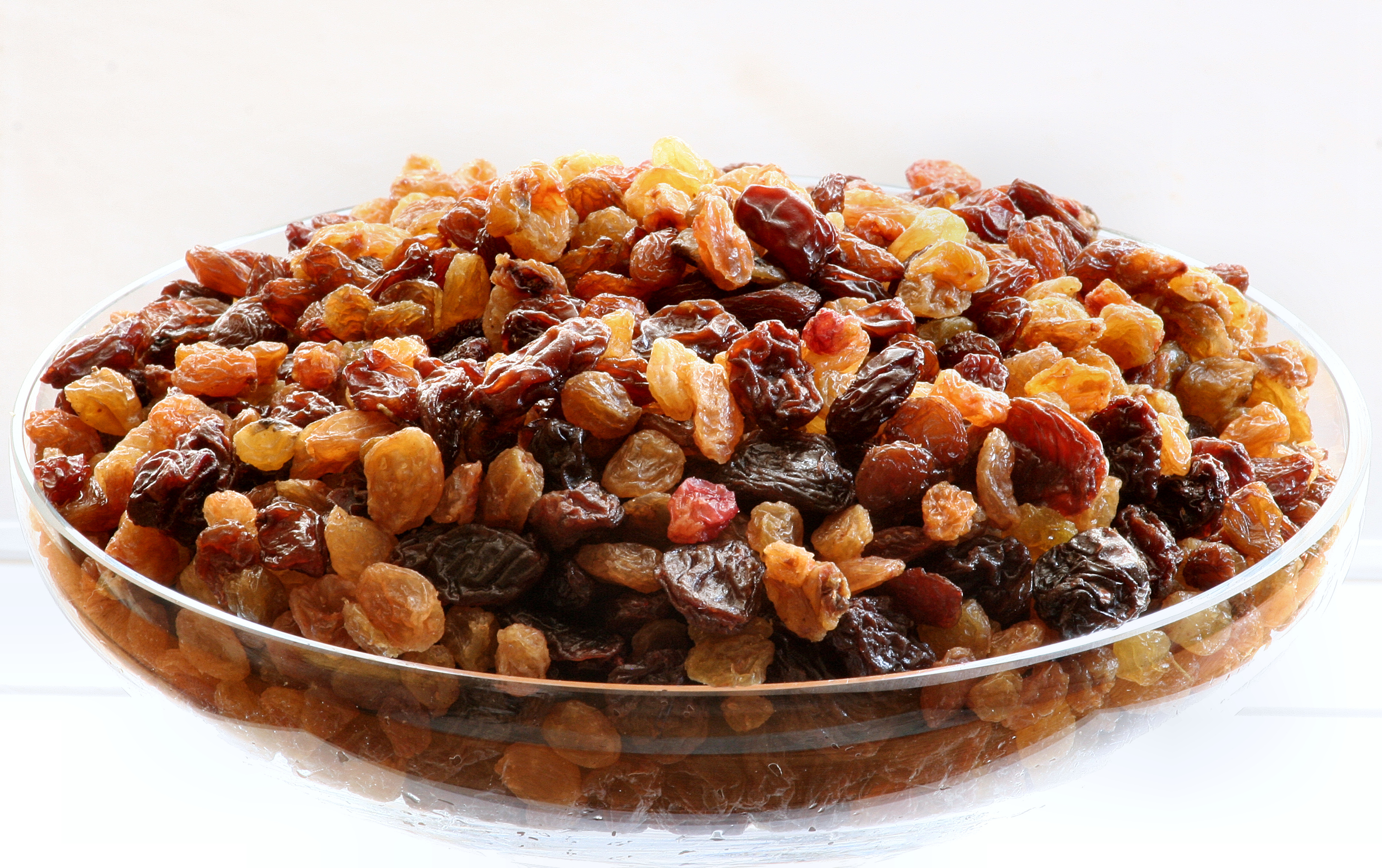
Passas são um exemplo típico de frutas secas.

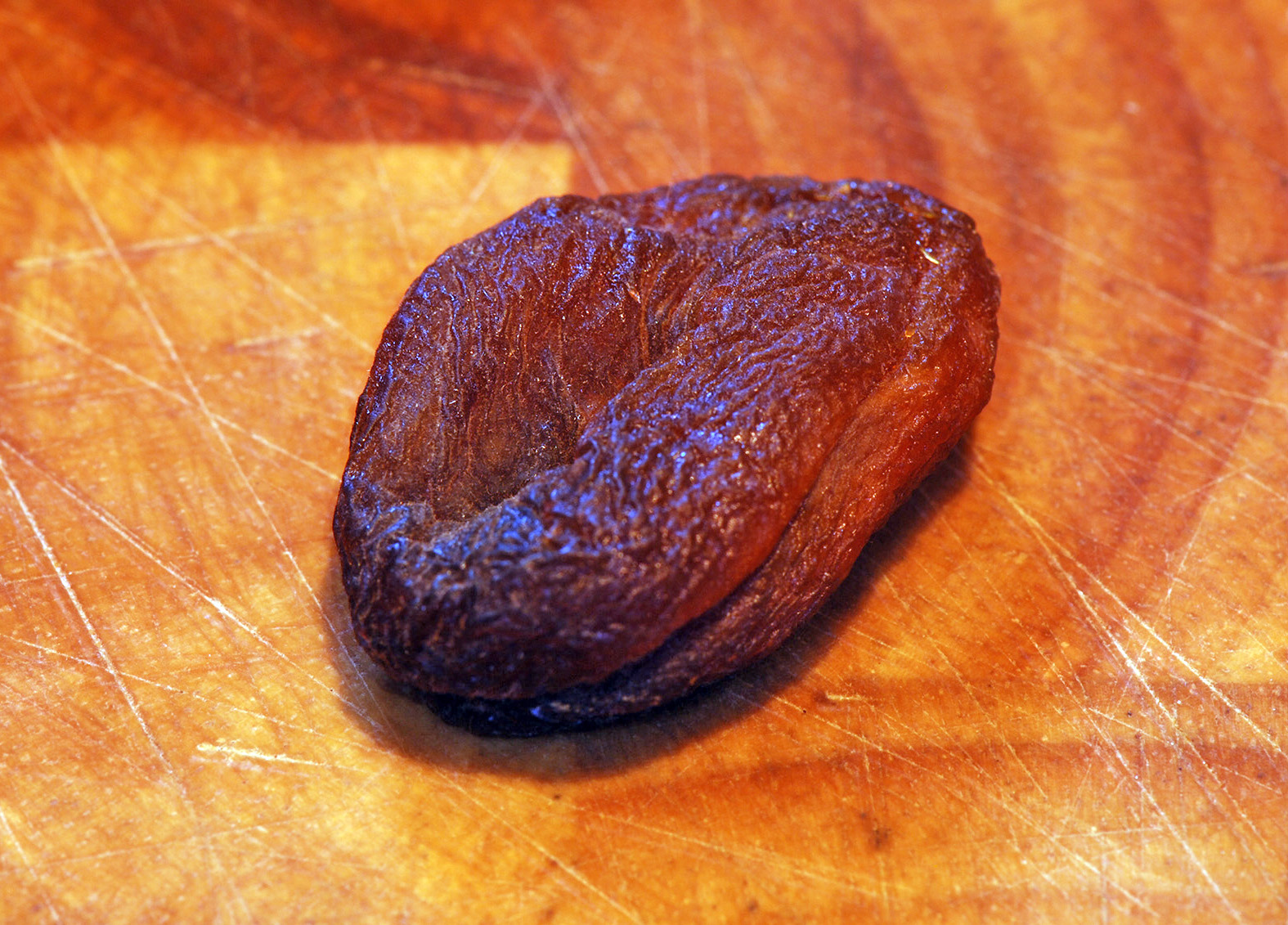
Damasco seco orgânico, de coloração mais escura por não ter sido tratado com o dióxido de enxofre (E220).

Fruta seca é toda aquela fruta que foi seca, tanto naturalmente quanto por meio de uma máquina. Passas, ameixas secas e tâmaras são exemplos de frutas secas populares; outras frutas que costumam ser consumidas secas são cocos, maçãs, damascos, bananas, oxicocos (cranberry), figos, kiwis, mangas, asiminas, pêssegos, peras, caquis, abacaxis, morangos e tomates. Além de frutas inteiras secas, um purê de frutas também pode ser seco, em camadas, para criar uma espécie de "couro" de fruta.
A secagem conserva a fruta, mesmo na ausência de refrigeração, e aumenta significantemente a sua vida útil. Quando a fruta fresca não está disponível, não pode ser obtida ou não está na época, a fruta seca é uma alternativa. Costuma ser adicionada à misturas assadas ou misturadas a cereais.
Como a fruta fresca, a fruta seca também pode ser rica em vitaminas A, B1, B2, B3, B6, ácido pantotênico e sais minerais (cálcio, ferro, magnésio, fósforo, potássio, sódio, cobre, manganês).
Como a desidratação pode resultar numa perda de até sete oitavos do total de água, as frutas secas costumam ter um sabor mais forte do que as frescas. Secar uma fruta, no entanto, também destrói a maior parte da vitamina C presente nela.
Frutas secas preparadas comercialmente podem conter dióxido de enxofre, que pode provocar asma em indivíduos suscetíveis; frutas secas sem o dióxido de enxofre já são disponíveis. O enxofre é adicionado para proteger a cor e o sabor da oxidação. Frutas secas "orgânicas" são produzidas sem a substância, o que resulta numa fruta mais escura, e num sabor mais oxidado, que pode ter o gosto de chá seco. A cor de algumas frutas também pode ser ajustada até certo ponto, com pouco impacto no sabor, através do tratamento das frutas frescas recém cortadas com um preparado rico em vitamina C (como uma mistura de água e suco de limão) alguns minutos antes do processo de secagem ser iniciado.
Recentemente, tem havido uma tendência crescente na venda de frutas secas "prontas para comer"; estas frutas são armazenadas em embalagens fechadas a vácuo, para melhor preservá-las. Ameixas e damascos preparados desta maneira não guardam a textura característica da fruta seca da maneira tradicional.

## Outros frutos secos
As nozes e outros frutos de casca rija, como as castanhas, amêndoas, avelãs e outras, não são, normalmente, consideradas em conjunto com as frutas em que a secagem é feita artificialmente.